# Большаков, Денис Александрович
Дени́с Алекса́ндрович Большако́в (род. 7 июня 1987, Касимов, Рязанская область) — российский футболист, полузащитник.

## Карьера
В 2001 году поступил в школу «Академика». В 2004 году стал членом юношеской сборной России 1987 года рождения. После выступления за юношескую сборную его заметили селекционеры французской «Ниццы», предложившие заключить контракт. В основной состав пробиться не удалось из-за травм. Играл только в товарищеских матчах, как, например, с «Интером». За молодёжный состав «Ниццы» выступал в течение одного сезона, после чего вернулся на родину. Играл за молодёжные команды московских «Локомотива» и «Динамо». В 2007 году сыграл два матча за клуб «Луч-Энергия» в Премьер-лиге и, не выдержав конкуренции в основном составе, летом того же года был арендован клубом «СКА-Энергия». В 2008 году играл в дубле «Томи». Следующие два сезона провёл в командах второго дивизиона «Русичи» (ныне — «Орел») и «Истра». С 2011 года играл за московское «Торпедо». В 2014 году подписал контракт с клубом «Домодедово». Дебютировал за новый клуб 12 июля в матче против второй команды московского «Спартака» (3:4), в котором забил гол и отдал голевую передачу.
В 2018 году перешел в чемпионат Бангладеш в «Саиф Спортинг Клаб».
С 2023 года выступает за медиафутбольную «Народную команду».

## Достижения
- Бронзовый призёр первенства ФНЛ: 2013/14
- Серебряный призёр зоны «Запад» Второго дивизиона: 2017/18